# SK Sparta Kutná Hora
Sparta Kutná Hora je fotbalový klub z Kutné Hory, účastník Středočeského KP. Byl založen v roce 1922.

## Historie
Klub byl založen v roce 1922 jako Hloušecký SK v části Kutné Hory, zvané Hlouška. V roce 1928 se stal jediným činný klubem v Kutné Hoře, poté co z finančních důvodů ukončily svoji činnost SK Kutná Hora a Slavia Kutná Hora. Klub se tak stěhoval na fotbalové hřiště v Lorci a změnil svůj název na Sparta Kutná Hora. Klub se nejvýše dostal do divize, tehdy nejvyšší amatérské soutěže v zemi, kterou hrál mezi lety 1942 - 1948. Jinak hraje nižší soutěže.
V roce 1949, v rámci kolektivizace sportu v zemi, došlo ke sloučení se Slavojem Kutná Hora a AFK Respo Kutná Hora do Sokola Kutná Hora. O rok později změnila organizace název podle patronátního závodu, a tím bylo tehdy ČKD. V roce 1952 postoupil do 2. ligy, což byl doposud největší úspěch kutnohorské kopané. Mezi lety 1952-1968 hrál pod různými jmény (Spartak ČKD, Dynamo), zpravidla 2. ligu či divizi.
Roku 1968 se klub vrátil k původnímu jménu SK Sparta. Klub hrál zpravidla divizní soutěže (třetí či čtvrtá nejvyšší soutěž). Sestup přišel na jaře 1996 a předznamenal tak horší časy, které teprve přijdou. Vyvrcholením tohoto období byl pak sestup až do I.A třídy v roce 2006. V roce 2009 nastává zlom a mužstvo začalo stoupat fotbalovou hierarchií až do divize v roce 2012, kterou hrál do sezony 2016/2017, kdy sestoupil do krajského přeboru.

## Známí odchovanci
Mezi známá jména, které vychoval zdejší klub patří: Jiří Kislinger, Jan Trousil, Milan Šedivý, Tomáš Frejlach, Jiří Mlika, Petr Knap.

## Historické názvy
- 1922 – Hloušecký SK (Hloušecký sportovní klub)
- 1928 – SK Sparta Kutná Hora
- 1949 – DSO Sokol Kutná Hora
- 1950 – DSO ČKD Kutná Hora
- 1953 – TJ Spartak Kutná Hora ČKD
- 19.. – TJ Dynamo Kutná Hora
- 1968 – SK Sparta Kutná Hora